# Pimpinella rivae
Pimpinella rivae är en flockblommig växtart som beskrevs av Adolf Engler. Pimpinella rivae ingår i släktet bockrötter, och familjen flockblommiga växter. Inga underarter finns listade i Catalogue of Life.